# 빛여울초등학교
빛여울초등학교는 대한민국 광주광역시 남구에 있는 공립 초등학교이다.

## 연혁
- 2019년 3월 1일 : 개교